# 2006 en Alberta
Chronologie de l'Alberta
- 2002
- 2003
- 2004
- 2005
- 2006
- 2007
- 2008
- 2009
- 2010

Cette page concerne des événements qui se sont produits durant l'année 2006 dans la province canadienne de l'Alberta.

## Politique

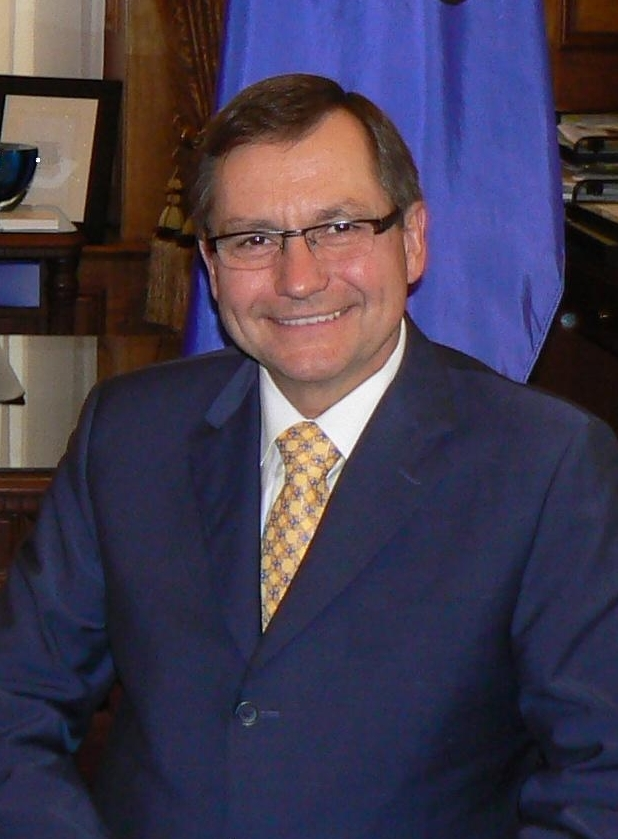
Ed Stelmach

- Premier ministre : Ralph Klein du parti Progressiste-conservateur puis Ed Stelmach du parti Progressiste-conservateur
- Chef de l'Opposition : Kevin Taft  (du 27 mars 2004 au 14 décembre 2008, Libéral)
- Lieutenant-gouverneur : Norman Kwong.
- Législature :